# Монтерме
Монтерме (фр. Monthermé) — город и кантон на северо-востоке Франции. Входит в состав округа Шарлевиль-Мезьер департамента Арденны региона Шампань-Арденны.
Расположен в северо-восточной части страны, у границы с Бельгией, на реке Маас. Кантон занимает территорию 32,33 км2, в Монтерме проживает 2 237 человек (2019).

## География
Город Монтерме расположен на крайнем северо-востоке Франции, менее чем в 10 км от границы с Бельгией. Находится на обоих берегах реки Мёз (Маас) при впадении в неё Семуа. Кантон занимает территорию 32,33 км2. Высота территории варьируются от 127 до 487 метров над уровнем моря.
Расстояние до административного центра департамента, города Шарлевиль-Мезьер, составляет 20 км.

## История
Момнтерме впервые упоминается в 1141 году в картулярии Лаваля Дьё.
Само название «Монтерме» состоит из слов «mons» и «hermerius», происходящих от кельтского слова hermes, означающего «лесное место, которое никому не принадлежит».
В двенадцатом веке Итье, известный как Благочестивый, основал на землях, принадлежавших ему, несколько аббатств. В 1128 году в Монтерме он основал аббатство Лаваль-Дье, предназначенное для регулярных каноников ордена Премонстратов.
Монтерме, являющийся частью замка Шато Реньо, последовательно отошел к Фландрскому дому, Бургундскому дому, Гизам и затем принцам Конти, который уступили его Людовику XIII в 1629 году.
Город существовал за счет использования леса, а также нескольких сланцевых карьеров. В 1749 году рядом с аббатством Лаваль-Дье был построен стекольный завод.

## Население
| Год                   | 1793  | 1800  | 1806  | 1821  | 1831  | 1836  | 1841  | 1846  | 1851  |
| --------------------- | ----- | ----- | ----- | ----- | ----- | ----- | ----- | ----- | ----- |
| Численность населения | 1 520 | 1 396 | 1 425 | 1 379 | 1 660 | 1 620 | 1 976 | 2 126 | 2 299 |
| Год                   | 1866  | 1872  | 1876  | 1881  | 1886  | 1891  | 1896  | 1901  | 1906  |
| Численность населения | 2 550 | 2 599 | 3 024 | 3 383 | 3 699 | 3 870 | 4 150 | 4 272 | 4 170 |
| Год                   | 1911  | 1921  | 1926  | 1931  | 1936  | 1946  | 1954  | 1962  | 1968  |
| Численность населения | 4 456 | 3 621 | 3 842 | 3 889 | 3 705 | 3 018 | 3 468 | 3 589 | 3 212 |
| Год                   | 1975  | 1982  | 1990  | 1999  | 2005  | 2006  | 2010  | 2015  | 2019  |
| Численность населения | 3 299 | 3 103 | 2 866 | 2 791 | 2 588 | 2 573 | 2 459 | 2 343 | 2 237 |

## Достопримечательности

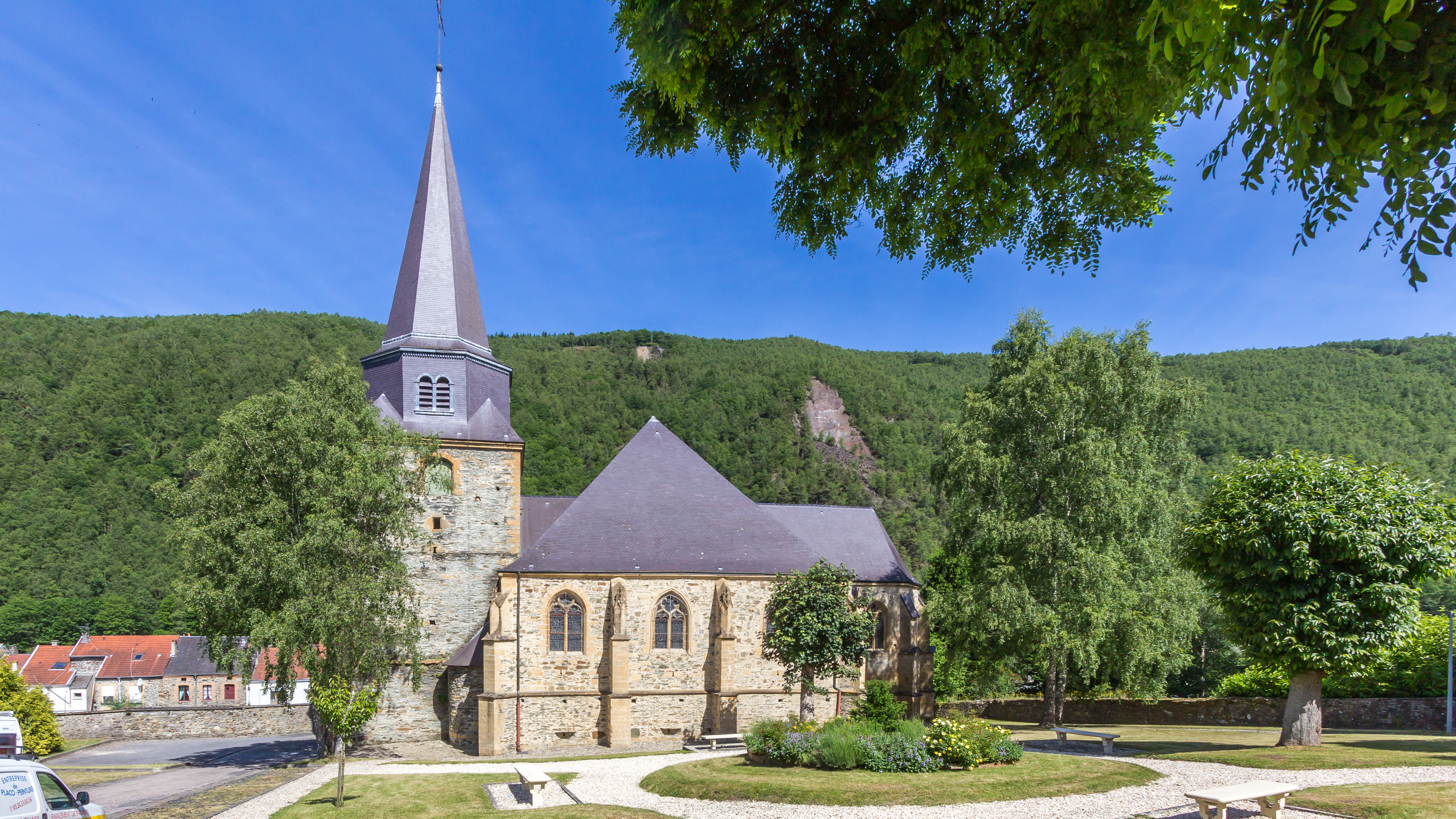
Церковь Сен-Леже

В городе и кантоне находятся:
- Церковь Сен-Леже
- Аббатство Лаваль-Дье
- Церковь Сен-Антуан-де-О-Бюттес